# Marine Rougeot
Marine Rougeot (ur. 8 grudnia 1986 w Bourg-Saint-Maurice) – francuska biathlonistka, jej największym sukcesem jest 6. miejsce w sztafecie w czasie Mistrzostw Europy w 2008 roku.

## Osiągnięcia

### Mistrzostwa Europy
| Rok  | Miejsce    | IN | SP | PU | MS | RL |
| 2008 | Nové Město | 31 | 11 | 21 |    | 6  |

### Mistrzostwa Świata Juniorów
| Rok  | Miejsce              | IN | SP | PU | MS | RL |
| 2007 | Martell-Val Martello | 27 |    |    |    |    |

### Mistrzostwa Europy Juniorów
| Rok  | Miejsce           | IN | SP | PU | MS | RL |
| 2006 | Langdorf-Arbersee | 17 | 42 | 31 |    |    |

IN – bieg indywidualny, SP – sprint, PU – bieg pościgowy, MS – bieg ze startu wspólnego, RL – sztafeta